# Cyclopina rotundipes
Cyclopina rotundipes is een eenoogkreeftjessoort uit de familie van de Cyclopinidae. De wetenschappelijke naam van de soort is voor het eerst geldig gepubliceerd in 1952 door Herbst.